# André Akhijan
Abdul-Ghal Akhidjan (né à Mardin en 1622 et mort à Alep le 18 juin 1677), il devint, en 1656, le premier évêque syrien catholique d'Alep.
Chrétien « jacobite » de naissance, élève du Collège maronite de Rome entre 1649 et 1652, il devint, avec l'aide du consul de France à Alep, François Picquet, le premier évêque syrien catholique d'Alep, consacré sous le nom d'André, par le patriarche maronite, Jean Bawab, le 29 juin 1656.
Il se fit élire patriarche d'Antioche par le synode jacobite (avec l'appui des autorités ottomanes) le 19 avril 1662 (mais un concurrent non-catholique, Abdul-Messiah Ier, lui fut aussitôt opposé). Il fut le premier patriarche de l'Église catholique syriaque sous le nom de Ignace André Akhijan.